# Ahmad Husain Chudair
Ahmad Husain Chudair oder Ahmad Hussein al-Khudayir as-Samarra'i, gelegentlich auch Khudajir, al-Khudaijir, al-Khodair, el-Khodeir, el-Chodair oder Chodajer (arabisch أحمد حسين خضير السامرائي, DMG Aḥmad Ḥusain Ḫuḍair as-Sāmarrāʾī; * 2. Juli 1941 in Samarra) ist ein ehemaliger irakischer Politiker. Er war letzter Premierminister der ehemals regierenden Baath-Partei.
Zunächst war Ahmad Husain Chudair nach den baathistischen Umstürzen im Juli 1968 kurzzeitig Mitglied des Zentralrats des irakischen Regionalkommandos der Baath-Partei, verschwand dann aber nach dem Amtsantritt Saddam Husseins als Vizepräsident (1969) bzw. Präsident und Generalsekretär der Baath-Partei (1979) vorerst wieder in der zweiten Reihe. Im Kabinett Saddam Husseins war er von 1982 bis 1986 lediglich Minister für die Jugend.
Als nach der Niederlage im Zweiten Golfkrieg Saddam Hussein die Verfassung ändern ließ, das Amt des Regierungschefs abgab und vom Präsidentenamt trennte, ernannte er im März 1991 mit Saadun Hammadi einen Schiiten zum Premierminister, den er jedoch schon im September 1991 wieder auswechselte. Im Hammadis Kabinett ebenso wie in dem von Hammadis Nachfolger Muhammad Hamza az-Zubaidi wurde al-Khudayir zunächst Außenminister (und löste Tariq Aziz ab), ab Juli 1992 dann Finanzminister. Am 6. September 1993 berief Präsident Saddam Hussein jedoch az-Zubaidi ab und ernannte al-Khudayir zu dessen Nachfolger. Der Regierungsumbildung soll Ende Juli 1993 ein Putschversuch vorausgegangen sein. Zubaidi war vorgeworfen worden, bei der Verhinderung des Putschversuchs versagt zu haben.
Khudayir blieb nur bis zum 29. Mai 1994 Premierminister, dann ließ Saddam Hussein die Verfassung erneut ändern und übernahm das Amt des Regierungschefs wieder selbst mit. Khudayir blieb aber zunächst weiterhin Finanzminister, ehe er 1995 von Hikmat Ibrahim al-Azzawi abgelöst wurde. Im Rahmen einer erneuten Regierungsumbildung wurde Chudair im Juli 2001 wieder Vizepremier.
Nach dem Dritten Golfkrieg wurde er 2003 von der US-alliierten Besatzungsmacht festgenommen und 2006 wegen vermeintlicher Beteiligung an Hinrichtungen verurteilt, aber 2010 wieder freigelassen.